# Caiguda de Filadelfia
La caiguda de Filadelfia va ser un episodi de les guerres romano-otomanes el 1390. L'episodi va marcar la caiguda de l'últim assentament independent cristià grec a l'oest de l'Àsia Menor pels turcs de l'Imperi Otomà.

## Antecedents
Gal·lípoli es va convertir en cap de pont a Europa el 1354, i després del final de la guerra civil entre Joan VI Cantacuzè i Joan V Paleòleg va arribar una petita pausa en els combats entre otomans i romans d'Orient, però en 1361 Demòtica va caure en mans turques. Murad I estava preocupat per Anatòlia i va deixar la presa del territori romà d'Orient als seus vassalls, i Filipòpolis caigué després d'una important campanya entre 1363-4 i Adrianòpolis en 1369.
L'Imperi Romà d'Orient no estava en posició per llançar un contraatac o defensar-se i els otomans havien tornat summament poderosos. Murad va aixafar els serbis en 1371 en la batalla del riu Maritsa i els otomans es disposaren a conquerir Constantinoble. En un intent d'evitar la derrota, Joan V Paleòleg va demanar suport militar al papa a canvi de la submissió a Roma, però tot i confessar públicament la fe catòlica a la Basílica de Sant Pere, no va rebre cap ajuda i es va veure obligat a recórrer a tractar amb els seus enemics i es va arribar a un acord pel qual l'Imperi Romà d'Orient pagaria tribut regular en tropes i diners a canvi de seguretat.
Filadelfia era l'últim assentament independent cristià grec de l'oest d'Anatòlia. Encara que incorporada a l'Imperi Romà d'Orient, estava separada d'ell pel mar, la ciutat era en realitat totalment autònoma i independent. El 1378, Manuel II Paleòleg va prometre lliurar la ciutat de Filadelfia als turcs a canvi de l'ajuda del sultà otomà en una nova guerra civil romana d'Orient. No obstant això, els ciutadans de Filadelfia es van negar a rendir-se.

## El setge
L'exèrcit assetjador incloïa un contingent de l'Imperi Romà d'Orient, que era vassall dels otomans. Abans de la seva caiguda, la ciutat que havia eludit la sort dels seus veïns per pagar tribut als nombrosos ghazis, les bandes saquejaven els llogarets i pobles que no pagaven el seu tribut (jizya).
En 1390 quan Baiazet I va convocar els líders de la guerra civil Manuel II Paleòleg i Joan VII Paleòleg ordenant que s'incorporessin a les forces assetjadores, fins que va ser presa la ciutat pels turcs.

## Conseqüències
Els otomans havien guanyat la guerra i l'Imperi Romà d'Orient va ser reduït a Constantinoble i uns pocs assentaments, i es va veure obligat a reconèixer la seva condició de vassall del sultà otomà, que va continuar fins al 1394.